# Kościół Świętych Apostołów Piotra i Pawła w Orzeszu
Kościół Świętych Apostołów Piotra i Pawła – rzymskokatolicki kościół parafialny należący do dekanatu Orzesze archidiecezji katowickiej. Znajduje się w orzeskiej dzielnicy Woszczyce.
Jest to świątynia wzniesiona w latach 1878-1880 w stylu historyzmu z elementami neoromańskimi i neogotyckimi i zaprojektowana przez królewskiego budowniczego Moebiusa. Do rejestru zabytków jest wpisany budynek kościoła razem z jego najbliższym otoczeniem w obrębie murowanego ogrodzenia. 
W kościele znajdują się organy 17-głosowe wykonane w 1880 roku przez organmistrza Carla Volkmanna z Gliwic. Instrument posiada elektro-pneumatyczne: trakturę gry i trakturę rejestrów.